# Zabrotes victoriensis
Zabrotes victoriensis är en skalbaggsart som beskrevs av John M. Kingsolver 1990. Zabrotes victoriensis ingår i släktet Zabrotes och familjen bladbaggar. Inga underarter finns listade i Catalogue of Life.